# Melinda Gainsford-Taylor
Melinda Maree Gainsford-Taylor, avstralska atletinja, * 1. oktober 1971, Narromine, Novi Južni Wales, Avstralija.
Nastopila je na poletnih olimpijskih igrah v letih 1992, 1996 in 2000, dosegla je peti mesti v teku na 200 m in štafeti 4x400 m ter šesto mesto v štafeti 4x100 m. Na svetovnih prvenstvih je v štafeti 4x400 m leta 1995 osvojila bronasto medaljo, na svetovnih dvoranskih prvenstvih v teku na 200 m naslov prvakinje leta 1995 in podprvakinje leta 1993, na igrah Skupnosti narodov pa srebrno medaljo v štafeti 4x100 m in bronasto v teku na 200 m leta 1994. 